# Untersberg-Arena
Untersberg-Arena – stadion piłkarski w Grödig, w Austrii. 

## Historia
Został otwarty w 1989 roku. Obiekt może pomieścić 4128 widzów. Swoje spotkania rozgrywają na nim drużyny SV Grödig i FC Liefering.
11 czerwca 2018 roku reprezentacja Senegalu pokonała na tym stadionie w meczu towarzyskim Koreę Południową 2:0. Spotkanie to było ostatnim sprawdzianem dla obu ekip przed Mistrzostwami Świata 2018, rozegrane zostało bez udziału publiczności.